# Neulehe
Neulehe es un municipio situado en el distrito de Emsland, en el estado federado de Baja Sajonia (Alemania), a una altitud de 8 metros. Su población estimada, a finales de 2020, es de 804 habitantes.
Se encuentra ubicado a poca distancia al este de la frontera con Países Bajos y al norte de la del estado de Renania del Norte-Westfalia.